# Євхаристки

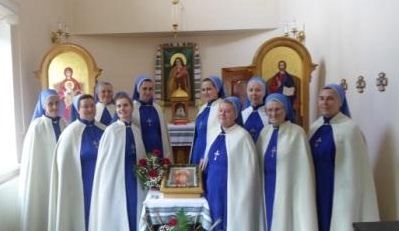
Сестри Згромадження в Україні, 2016 р

Згромадження Сестер Служебниць Ісуса в Євхаристії (лат. Congregatio Sororum Ancillarum Iesu in Eucharistia, абревіатура — SJE) — назва жіночої католицької чернечої конгрегації. Також Згромадження Сестер Пресвятої Євхаристії (ЗПСЄ). Скорочена назва — Сестри-Євхаристки. 

## Історія конгрегації
Чернеча конгрегація сестер служительок Ісуса в Євхаристії заснована бл. єпископом Георгієм Матулевічем (1871-1927) у 1923 році як відповідь на складну релігійну та соціальну ситуацію, яка склалася на початку XX століття у Вільнюській єпархії. У 1923 році він послав у Рим проєкт створення громади сестер-монахинь, які добре знають культуру і мову тих народів, серед яких вони живуть. За його задумом, сестри-євхаристки були покликані допомогти священникам у їх роботі в парафіях, займатися хворими і бідними.
Метою організації є викладання християнського життя і виховання відповідно до принципів католицькій віри дітей та молоді, також сприяють духу вчення Христового і розвивають в будь-яких умовах скрите духовне життя, особливо Євхаристію. Апостольська діяльність зосереджена на виконанні цих завдань в основному через катехизації, відповідно до духу засновника і поточних потреб Церкви. 
Конгрегація почала збиратися у Вільнюсі, на території нинішньої Білорусі, біля латвійського кордону в невеликому містечку Друя. За півтора року, в 1941-1943 рр., кілька сестер під ідеєю кампанії катехизації провели місію на радянських територіях. 
Друга світова війна сильно вплинула на ситуацію і служіння конгрегації: більшість сестер були змушені виїхати в Польщу. Після Другої світової війни і встановлення нової польської держави, рада конгрегації вирішила розпустити частину сестер через неможливість досягнення мети. Інші ж пережили тяжкі роки наполегливого досвід: вигнання з дому, надмірної праці, голоду і холоду. Офіційно був оприлюднений наказ про розпущення, однак у секреті, призвело до їх релігійного життя в невеликих населених пунктах, катехизації, допомоги у приготувань до таїнств, підтримка священників під час їх перебування у тюрмах, і потім догляд про них у хворобі, на чолі сім'ї, турботу про утримання церков. В тих умовах це свідчило про віру, чесність, обов'язок і жертовність у служінні іншим, у лікарнях, де вони працювали, і нерідко хрестили вмираючих дітей та дорослих.

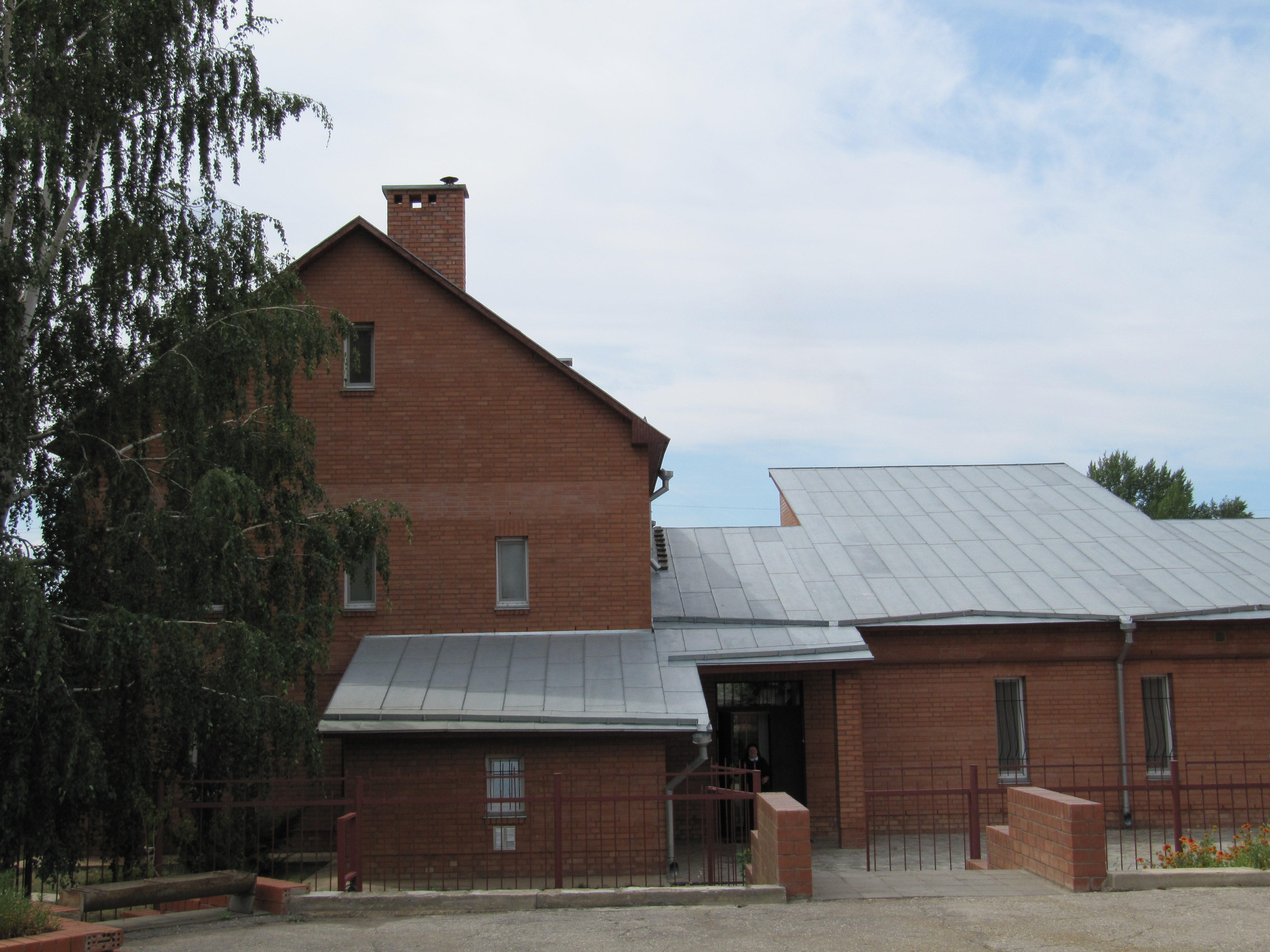
Католицький монастир згромадження «Сестри служительки Ісуса в Євхаристії" у місті Маркс, Саратовська область

Сестри-євхаристки під час існування СРСР змушені були працювати на державних підприємствах, але в той же час вони нелегально відвідували віруючих різного віку, з якими проводили катехизацію. З відродженням структур Католицької церкви сестри вийшли з підпілля.
Перезатвердження конгрегація отримала від Ватикану 15 серпня 1983 року. На даний час конгрегація має 10 монастирів на території Польщі, крім того, один  в Німеччині, три монастиря в Україні, 9 монастирів у російсько-казахській провінції, і 10 — у білорусько-литовській.  Сьогодні, як і раніше, вони присвячують себе вихованню молоді та поширенню католицької віри.

### Україна
У 1954 році священник о.Петро Більо, який народився в с.Княжпіль на Львівщині і провадив душпастирську роботу в с. Подільці Самбірського району, став засновником невеликої монашої спільноти. Співзасновницею згромадження стала також с.Марія Крента. Підпільний греко-католицький монастир знаходився в невеликому приватному будинку, який купив о.Петро в м.Хирів. На той час не було можливості реєстрації чи документального засвідчення Згромадження, бо це б означало припинення його існування, заслання в табори і навіть смерть. 
21 квітня 1957 року о.Петро разом з невеликою групою дівчат прибув до єпископа Миколая Чарнецького, який нещодавно повернувся із заслання. Вони повідомили йому про свої наміри заснувати монашу спільноту Сестер Теодозіянок. Однак дізнавшись про бажання о.Миколая заснувати в Україні Згромадження Сестер Пресвятої Євхаристії, дівчата погодились і отримали благословення на започаткування нової монашої спільноти. Першою настоятелькою стала сестра Михаїла (Марія) Крента .
У часи підпілля монахині працювали на державній службі і таємно виконували свої обов'язки - допомагали священникам, катехизували дітей та дорослих, готували майбутні подружні пари до вінчання, опікувались хворими і молились за вихід УГКЦ з підпілля та за Україну.
Тільки у 1992 році ЗПСЄ отримало державну реєстрацію.
На сьогодні діють доми згромадження  в Івано-Франківську,  також монастирі у м. Самбір (Пресвятої Євхаристії) та Хирові (Христа Чоловіколюбця). При монастирі в Самборі діє дитячий будинок. У 20-х р.р. ХХІ століття Згромадження налічує 30 сестер. 
З 2008 року головна настоятелька — сестра Рафаїла Кулиняк.
Згромадження провадить місійну діяльність також за допомогою сучасних засобів - Фейсбука, Телеграма, платформи YouTube, де канал Згромадження на 2025 рік має 36 тисяч підписників, більше 6,5 тисяч відео, майже 8 мільйонів переглядів . На каналі представлені відео з молитвами, піснями, притчами, адораціями, найпопулярніше переглянуто більше 220 тисяч разів.

## Діяльність (виписка з статуту)
Сестри прагнуть до здійснення своєї мети: цілковитої віддачі і присвяти себе Богові, а також прославлення Його за допомогою свідоцтва євангельського образу життя і жертовного служіння ближнім в дусі рятівної жертви Христа. 
Відповідно до потреб Церкви і під її керівництвом сестри бачать перед собою завдання: 
- Вчити жити по-християнськи і виховувати на засадах католицької віри дітей та молодь;
- Поширювати дух вчення Христа, особливо в найбільш тяжких середовищах;
- Всюди сприяти розвитку духовного життя, особливо Євхаристії, засвідчуючи Христа своїм життям.